# Бадрич, Нина
Нина Бадрич (хорв. Nina Badrić) — хорватская певица, представительница Хорватии на конкурсе песни Евровидение 2012.

## Биография
Нина начала музыкальную карьеру в 1995 году; до этого она работала кассиршей в банке. С середины 90-х гг. стремительно стала популярной балканской исполнительницей танцевальной музыки, умея сочетать в своём музыкальном стиле такие жанры как R'n'B, рок, поп и соул. Альбомы певицы неоднократно попадали на верхние строчки национальных чартов.
10 января 2012 года была выбрана, чтобы представить свою страну на Евровидении-2012. Выступила во втором полуфинале и заняла там 12 место, что не позволило ей пройти в финал. Ранее певица трижды принимала участие на конкурсных национальных отборах, но с меньшим успехом.

## Альбомы
- Ljubav i bol (1995)
- Godine Nestvarne (1995)
- Personality (1997)
- Unique (1999)
- Nina (2000)
- Collection (2003)
- Ljubav (2003)
- 07 (2007)
- NeBo (2011)